# Łotwa na Letnich Igrzyskach Olimpijskich 2004
Łotwę na XXVIII Letnich Igrzyskach Olimpijskich w Atenach reprezentowało 31 sportowców w 11 dyscyplinach. Był to 8 start Łotyszy na letnich igrzyskach olimpijskich.

## Zdobyte medale
| Medal  | Zawodnik             | Dyscyplina sportowa  | Konkurencja                |
| ------ | -------------------- | -------------------- | -------------------------- |
| Srebro | Vadims Vasiļevskis   | Lekkoatletyka        | rzut oszczepem mężczyzn    |
| Srebro | Jevgēņijs Saproņenko | Gimnastyka           | skoki przez konia mężczyzn |
| Srebro | Jeļena Rubļevska     | Pięciobój nowoczesny | indywidualnie kobiet       |
| Srebro | Viktors Ščerbatihs   | Podnoszenie ciężarów | powyżej 105 kg mężczyzn    |